# الکساندر کازیک
الکساندر کازیک (انگلیسی: Oleksandr Kazik؛ زادهٔ ۲۲ اکتبر ۱۹۹۶) ورزشکار اسکی صحرانوردی اهل اوکراین است.
وی در مسابقات کشوری و بین‌المللی در مجموع برندهٔ ۲ مدال نقره شده‌است.